# Gens Sulpicia
La gens Sulpicia fu una delle più antiche famiglie patrizie di Roma, a cui appartennero una serie di uomini illustri, dalla fondazione della Repubblica fino al periodo imperiale. Il primo membro della gens che raggiunse il consolato solo nove anni dopo la cacciata dei Tarquini fu Servio Sulpicio Camerino, nel 500 a.C., mentre l'ultimo nome ad apparire nei Fasti consolari fu quello di Sesto Sulpicio Tertullo nel 158. Anche se di origine patrizia, alla famiglia appartennero anche membri plebei, alcuni dei quali potrebbero essere stati discendenti di liberti della gens.

## Praenominautilizzati dallagens
I Sulpicii adottarono di solito solo quattro praenomina: Publius, Servius, Quintus, e Gaius. L'unico altro praenomen che compare in epoca repubblicana è Marcus, conosciuto come il padre di Gaio Sulpicio Petico, cinque volte console durante il IV secolo a.C. L'ultimo dei Sulpicii conosciuto per avere ricoperto la carica di console aveva il praenomen Sextus, un praenomen altrimenti sconosciuto nella gens.

## Famiglie
I cognomi dei Sulpicii durante la Repubblica furono Camerino Cornuto, Galba, Gallo, Longo, Patercolo, Petico, Pretestato, Quirino, Rufo e Saverrione. Oltre a questi cognomina, ne esistono alcuni appartenenti a liberti e ad altre persone sotto l'Impero. Sulle monete si trovano i cognomi Galba, Platorino, Proclo e Rufo.

### Membri dellagens

#### Sulpicii Camerini
Camerino era il nome di una famiglia patrizia della gens Sulpicia, che probabilmente deriva il nome dalla antica città di Cameria (o Camerium), nel Lazio (molti di loro portavano l'agnomen Cornuto). I Camerini ricoprirono più volte i più alti uffici nello Stato nei primi tempi della Repubblica, ma dopo il 345 a.C., quando Servio Sulpicio Camerino Rufo fu console, non si ha traccia di loro per alcuni secoli, fino a quando Quinto Sulpicio Camerino divenne console nell'anno 9. La famiglia era considerata una delle più nobili a Roma nei primi tempi dell'Impero. Tra gli altri Sulpicii Camerini si ricordano:
- Servio Sulpicio Camerino Cornuto: console nel 500 a.C.;
- Quinto Sulpicio Camerino Cornuto: console nel 490 a.C.;
- Servio Sulpicio Camerino Cornuto: console nel 461 a.C. e decemviro nel 451 a.C.;
- Quinto Sulpicio Camerino Cornuto: tribuno consolare nel 402 a.C. e nel 398 a.C.;
- Servio Sulpicio Camerino: suffectus nel 393 a.C. e tribuno consolare nel 391 a.C.;
- Gaio Sulpicio Camerino: tribuno consolare nel 382 a.C. e censore nel 380 a.C., si dimise alla morte del suo collega[2];
- Servio Sulpicio Camerino Rufo: console nel 345 a.C.;
- Quinto Sulpicio Camerino: console nel 9;
- Quinto Sulpicio Camerino: suffectus nel 46; proconsole in Africa accusato di estorsione ma assolto nel 58, ma condannato a morte insieme al figlio da Nerone per l'uso "irriverente" dell'epiteto ancestrale pythicus[2][3].

#### Sulpicii Praetextati
La piccola famiglia dei Praetextati, discendente dai Camerini, apparve nella seconda metà del V secolo a.C. Probabilmente derivava il suo nome dall'aggettivo praetextatus, ovvero rivestito della toga praetexta, un indumento orlato di porpora indossato dai giovani e dai magistrati. Ai Sulpicii Praetextati appartengono:
- Quinto Sulpicio Camerino Pretestato: tribuno consolare nel 434 a.C.;
- Servio Sulpicio Pretestato: tribuno consolare nel 377 a.C., 376 a.C., 370 a.C. e 368 a.C.;
- Sulpicia Pretestata: la moglie di Crasso, menzionata all'inizio del regno di Vespasiano, nel 70[5].

#### Sulpicii Longi
La famiglia dei Sulpicii Longi fiorì durante il IV secolo a.C., a partire dal sacco gallico di Roma nel 390 a.C. e per tutto il periodo delle guerre sannitiche. Ai Sulpicii Longi appartengono:
- Quinto Sulpicio Longo: tribuno consolare nel 390 a.C., che negoziò con Brenno e lo convinse a lasciare Roma;
- Gaio Sulpicio Longo: console nel 337 a.C., 323 a.C., 314 a.C. e dittatore nel 312 a.C., ottenne un trionfo contro i Sanniti.

#### Sulpicii Rufi
Il cognome Rufus, dall'aggettivo omonimo che significa "fulvo", si riferisce probabilmente al colore dei capelli di uno dei Sulpicii, e potrebbe essere iniziato come un ramo collaterale dei Camerini, in quanto entrambi i cognomina risultano presenti in uno dei consoli del 345 a.C. Sempre al ramo dei Sulpicii Rufi appartengono:
- Servio Sulpicio Rufo: tribuno consolare nel 388 a.C., 384 a.C. e 383 a.C.[6];
- Publio Sulpicio Rufo: tribuno della plebe nell'88 a.C., un fine oratore e in seguito sostenitore di Gaio Mario[7];
- Servio Sulpicio Rufo: console nel 51 a.C., eminente giureconsulto e contemporaneo di Cicerone[8];
- Publio Sulpicio Rufo: in precedenza legatus di Cesare in Gallia e durante la sua prima campagna di Spagna[8].

#### Sulpicii Galli
I Sulpicii Galli erano una famiglia del II e del III secolo a.C. Il loro cognome poteva riferirsi ad un gallo o alla Gallia. Il maggiore esponente di questa famiglia fu Gaio Sulpicio Gallo, politico e militare di successo.  Ai Sulpicii Galli appartengono:
- Gaio Sulpicio Gallo: console nel 243 a.C.
- Gaio Sulpicio Gallo: pretore nel 169 a.C. e console nel 166 a.C., ottenendo il trionfo sui Liguri. Fu un grande studioso e un fine oratore, molto ammirato da Cicerone[9].

#### Sulpicii Galbae
La famiglia dei Sulpicii Galbae apparve per la prima volta durante la seconda guerra punica, e vi rimase fino al I secolo, quando Servio Sulpicio Galba rivendicò il titolo di imperatore. Il cognome può condividere una radice comune con l'aggettivo galbinus, che indica un colore giallo verdastro, anche se l'origine del termine è tuttora poco chiara. Ai Sulpicii Galbae appartengono:
- Publio Sulpicio Galba Massimo: console nel 211 a.C. e nel 200 a.C. e dittatore nel 203 a.C.;
- Servio Sulpicio Galba: aedile curule nel 208 a.C. e pontifex maximus nel 203 a.C., al posto di Quinto Fabio Massimo Verrucoso;
- Gaio Sulpicio Galba: eletto pontifex nel 201 a.C. al posto di Tito Manlio Torquato;
- Servio Sulpicio Galba: praetor urbanus nel 187 a.C.;
- Gaio Sulpicio Galba: praetor urbanus nel 171 a.C.;
- Servio Sulpicio Galba: console nel 144 a.C., fine oratore, processato nel 150 a.C. per le sue atrocità contro i Lusitani[11];
- Servio Sulpicio Galba: console nel 108 a.C.;
- Gaio Sulpicio Galba: questore nel 120 a.C. e in seguito pontifex, condannato secondo la lex Mamilia del 110 a.C.[12];
- Servio Sulpicio Galba: pretore nel 91 a.C.;[13]
- Publio Sulpicio Galba: nominato, nel 70 a.C., uno dei giudici nel processo di Verre, eletto poi pontifex e augure;
- Publio Sulpicio Galba: edile nel 69 a.C., pretore nel 66 a.C., candidato al consolato del 63 a.C. senza successo;
- Servio Sulpicio Galba: praetor urbanus nel 54 a.C., un amico di Cesare ma, secondo Svetonio, anche uno dei cospiratori contro di lui[14];
- Gaio Sulpicio Galba: suffectus nel 5 a.C.;
- Gaio Sulpicio Galba: console nel 22 e fratello maggiore dell'imperatore;
- Servio Sulpicio Galba: console nel 33 e imperatore nel 69.

#### Altri Sulpicii
Tra gli altri membri di rilievo della gens Sulpicia ricordiamo ancora:
- Gaio Sulpicio Petico: tribuno militare nel 380 a.C., censore nel 366 a.C., console nel 364 a.C., 361 a.C., 355 a.C., 353 a.C. e 351 a.C. e dittatore nel 358 a.C.;
- Publio Sulpicio Saverrione: console nel 304 a.C., ottenendo un trionfo contro i Sanniti e censore nel 299 a.C.;
- Publio Sulpicio Saverrione: console nel 279 a.C. durante la guerra contro Pirro;
- Gaio Sulpicio Patercolo: console nel 258 a.C., durante la prima guerra punica, trionfò sui Cartaginesi in Sicilia;
- Gaio Sulpicio: pretore nel 211 a.C. a cui venne affidato l'esercito in Sicilia;[15]
- Gaio Sulpicio: pretore nel 63 a.C., trovò l'armamentario a casa di Cetego, uno dei catilinari;
- Publio Sulpicio Quirino: censore nel 42 a.C. e consul suffectus nel 36 a.C.;
- Sulpicia,: una poetessa, forse la figlia di Servio Sulpicio Rufo[16];
- Publio Sulpicio Quirinio: console nel 12 a.C. e più tardi governatore della Siria;
- Galus Sulpicius: suffectus nel 4 a.C.;
- Sulpicia minor: una poetessa, lodata da Marziale, che probabilmente visse verso la fine del primo secolo;
- Sulpicio Lucrezio Barba: suffectus nel 99[17];
- Sesto Sulpicio Tertullo: console nel 158;
- Sulpicio Apollinare: un grammatico, amico e contemporaneo di Aulo Gellio nel tardo II secolo[18];
- Sulpicio Alessandro: storico romano che visse nel IV secolo;
- Sulpicio Severo: storico e saggista romano cristiano che visse nel IV e V secolo.

### Fonti primarie
- Tito Livio, Ab urbe condita libri
- Cassio Dione, Storia romana
- Svetonio, De vita Caesarum

### Fonti secondarie
- Eva Cantarella, Passato prossimo: donne romane da Tacita a Sulpicia, Milano, Feltrinelli, 1996, ISBN 88-07-47005-5.
- (EN) John D. Grainger, Nerva and the Roman succession crisis of AD 96-99, Routledge, 2002, ISBN 0-415-28917-3.
- (EN) William Smith, Dictionary of Greek and Roman biography and mythology, vol. I, John Murray, Londra, 1869.
- (EN) William Smith, Dictionary of Greek and Roman biography and mythology, vol. II, Little, Brown and Company, Boston, 1867.
- (EN) William Smith, Dictionary of Greek and Roman biography and mythology, vol. III, Little, Brown and Company, Boston, 1867.